# Minsk
Minsk (belorusko Мiнск (narkamaŭka) in Менск (taraškievica); rusko Минск) je glavno mesto Belorusije. Je politično, gospodarsko, kulturno, prometno in znanstveno središče države ter upravno središče Minske oblasti, čeprav ni njen del, temveč samostojna upravno-teritorialna enota s posebnim statusom. Leži v bližini zemljepisnega središča države ob reki Svislač in ima približno dva milijona prebivalcev.

## Geografija
Minsk leži na jugovzhodnem pobočju Minskega gričevja, ki je morenskega nastanka. Povprečna nadmorska višina je 220 m. Najbolj dvignjen del Minska (283 m) je območje ulice Leščinskega v zahodnem delu mesta. Najnižja nadmorska višina (181,4 m) je na jugovzhodu mesta v poplavni ravnici Svislača v mikrorajonu Čižovka.
Blizu Minska poteka razvodnica med povodjema Baltskega morja in Črnega morja. Največja reka, ki danes teče skozi Minsk, je Svislač, ki spada v črnomorsko povodje. Vanjo se znotraj meja mesta izliva še šest manjših rečic.
Minsk leži v območju zmernega celinskega podnebja z zaznavnim vplivom morskega zraka. Poletja so topla, niso pa vroča. Srednja temperatura julija je +18 °C. Srednja temperatura januarja je -7 °C. V zadnjih letih zaznavajo rahlo poviševanje srednjih temperatur.

## Zgodovina
Prvič je bil Minsk v pisnih virih omenjen leta 1067 zaradi bitke ob Nemigi (belorusko Нямiга). Stare različice imena mesta so Miensk, Mieńsk in Mieniesk. Ljudska etimologija povezuje ta poimenovanja z glagolom menjati belorusko мяняць), vendar je bolj verjetno, da je Minsk dobil ime po reki Menka, ki danes teče po ceveh pod mestnimi ulicami. Minsk je bil pomembno mestno središče srednjeveške Pološke kneževine (belorusko Полацкае княства).
Današnji grb je bil Minsku dodeljen 12. januarja leta 1591.
26. junija 1974 je Minsk prejel naziv mesto heroj.
V Minsku se nahaja sedež Skupnosti neodvisnih držav, ki predstavlja ohlapno gospodarsko skupnost večine nekdanjih sovjetskih držav.

## Fotogalerija znamenitosti
- Pogled na reko Svislač in Troicko predmestje
- Stanovanjska četrt na vzhodu Minska
- Gledališče Maksima Gorkega
- Metro postaja-Plošča Jakuba Kolasa
- Narodna opera
- Trg Zmage v centru Minska
- Palača kulture